# Metrópoli europea de Lille
La Metrópoli europea de Lille (en francés Métropole européenne de Lille) es una metrópoli francesa, situada en el departamento de Nord y la región Alta Francia. Su sede está en Lille.

## Historia
Lille-Roubaix-Tourcoing forman parte de las ocho metrópolis creadas en 1964 en Francia. La Comunidad urbana de Lille fue creada en 1967 por el gobierno francés. El 22 de diciembre de 1967, Augustin Laurent, alcalde de Lille, fue elegido presidente y tomó sus funciones el 1 de enero de 1968. La Comunidad urbana de Lille cuenta con 89 ciudades. Su superficie no ha cambiado desde aquel entonces pero el número de las ciudades pasó de 87 a 85. El 4 de febrero de 1970, las alcaldías de Annappes, Ascq y Flers anuncian su fusión para constituir la ciudad nueva de Villeneuve d'Ascq. En 1977, las ciudades de Lille y Hellemmes se asocian mientras que, en 2000, es la ciudad de Lomme la que se asocia a la ciudad de Lille.
La realización del metro automático ligero VAL (1983) representa en la actualidad una de las principales obras del establecimiento. Más recientemente, la comunidad urbana ha decidido la construcción de un Gran Estadio en Villeneuve-d'Ascq. La cooperación transfronteriza de Lille Métropole, concretada en el proyecto Grootstad ("Gran Ciudad") que une la metrópolis del departamento de Nord con colectividades belgas, valonas y flamencas (intermunicipales) debe evolucionar hacia un eurodistrito.
El 13 de diciembre de 1996, la Comunidad urbana de Lille (Communauté urbaine de Lille - CUDL, en francés) cambia su nombre y pasa a ser Lille Metrópoli Comunidad urbana (Lille Métropole Communauté urbaine - LMCU, en francés).
El 1 de enero de 2015, conforme a la ley MAPTAM del 27 de enero de 2014, Lille Metrópoli Comunidad urbana pasa a ser la Metrópoli europea de Lille (Métropole européenne de Lille - MEL, en francés) y así obtiene realmente el estatuto de metrópoli. Eso le permite recibir numerosas competencias atribuidas a las ciudades y también competencias del departamento. 
Además su superficie podría aumentar. El proyecto de ley Nueva organización territorial de la República prevé la supresión de las comunidades de municipios que cuenten con menos de 15.000 habitantes. La Comunidad de municipios de Weppes (5.636 habitantes) podría unirse a la metrópoli.

## Funcionamiento
El consejo metropolitano consta de 179 miembros elegidos por la población.

## Composición
La Metrópoli agrupa 85 municipios.
La Metrópoli europea de Lille se basa en varias ciudades mayores : Lille, Roubaix, Tourcoing y Villeneuve-d'Ascq.
| - Anstaing - Armentières - Baisieux - La Bassée - Beaucamps-Ligny - Bondues - Bousbecque - Bouvines - Capinghem - La Chapelle-d'Armentières - Chéreng - Comines - Croix - Deûlémont - Don - Emmerin - Englos - Ennetières-en-Weppes - Erquinghem-le-Sec - Erquinghem-Lys - Escobecques - Faches-Thumesnil - Forest-sur-Marque - Fournes-en-Weppes - Frelinghien - Fretin - Gruson - Hallennes-lez-Haubourdin - Halluin | - Hantay - Haubourdin - Hem - Herlies - Houplin-Ancoisne - Houplines - Illies - Lambersart - Lannoy - Leers - Lesquin - Lezennes - Lille (incluye los "municipios asociados" de Hellemmes desde 1977 y Lomme desde 2001). - Linselles - Lompret - Loos - Lys-lez-Lannoy - La Madeleine - Marcq-en-Barœul - Marquette-lez-Lille - Marquillies - Mons-en-Barœul - Mouvaux - Neuville-en-Ferrain - Noyelles-lès-Seclin - Pérenchies - Péronne-en-Mélantois - Prémesques | - Quesnoy-sur-Deûle - Ronchin - Roncq - Roubaix - Sailly-lez-Lannoy - Sainghin-en-Mélantois - Sainghin-en-Weppes - Saint-André-lez-Lille - Salomé - Santes - Seclin - Sequedin - Templemars - Toufflers - Tourcoing - Tressin - Vendeville - Verlinghem - Villeneuve-d'Ascq - Wambrechies - Warneton - Wasquehal - Wattignies - Wattrelos - Wavrin - Wervicq-Sud - Wicres - Willems |
| | | |